# Hénon-afbeelding

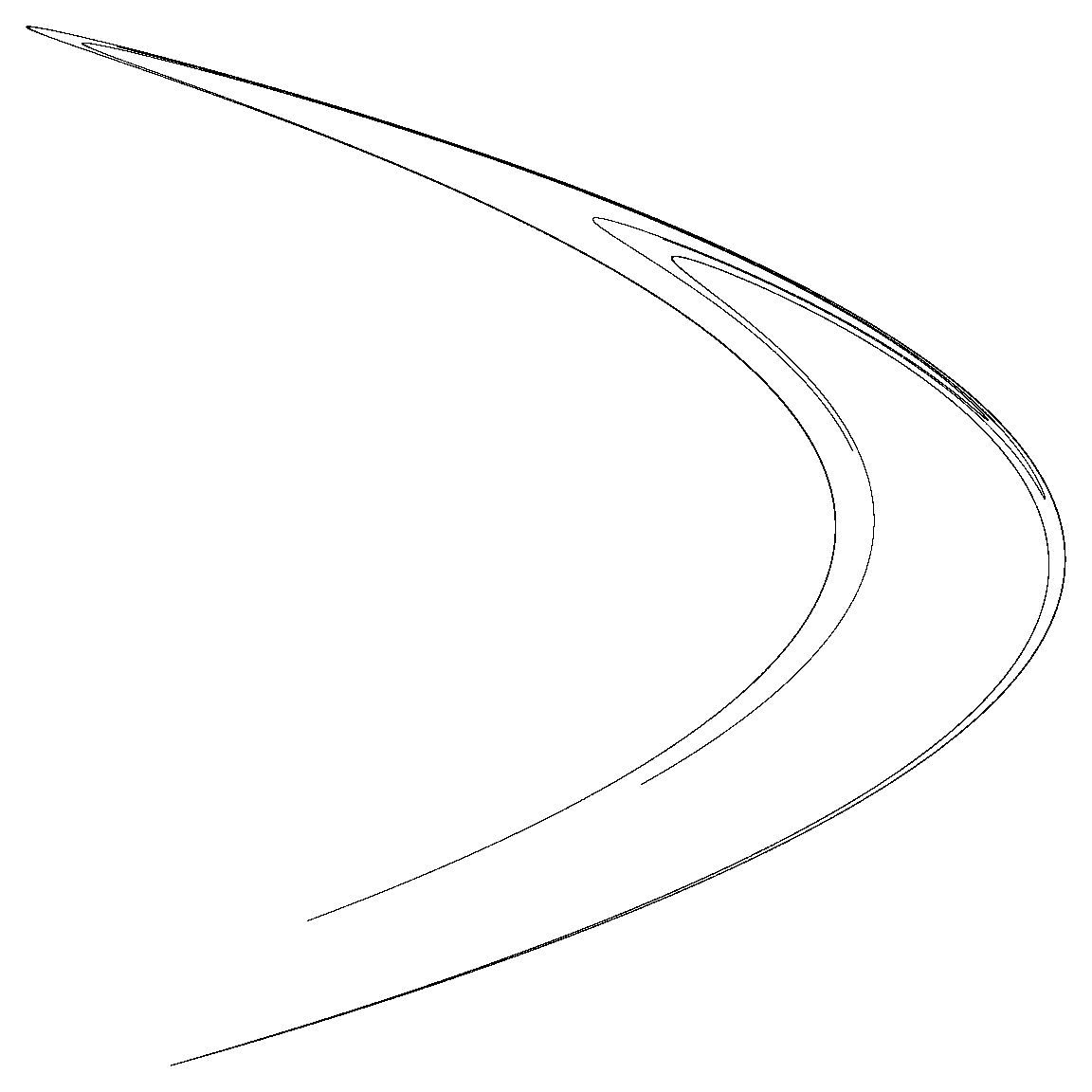
Hénon-attractor voor a = 1,4 en b = 0,3

De Hénon-afbeelding is een discreet dynamisch systeem. Het is een van de meest bestudeerde voorbeelden van dynamische systemen die chaotisch gedrag vertonen. De Hénon-afbeelding neemt een punt (xn, yn) in het vlak en beeldt dit af op een nieuw punt
{\displaystyle {\begin{cases}x_{n+1}=1-ax_{n}^{2}+y_{n}\\y_{n+1}=bx_{n}\end{cases}}}
De afbeelding hangt van twee parameters, a en b, af die voor de klassieke Hénon-afbeelding waarden hebben van a = 1,4 en b = 0,3. Voor deze klassieke waarden is de Hénon-afbeelding chaotisch. Voor andere waarden van a en b kan de afbeelding chaotisch of intermitterend zijn, of ook convergeren  naar een periodieke baan. Een overzicht van het soort gedrag van de Hénon-afbeelding bij verschillende parameterwaarden kan worden verkregen uit haar baanschema.
De Hénon-afbeelding werd door de Franse wiskundige Michel Hénon als een vereenvoudigd model van de Poincaré-sectie van het Lorenz-model geïntroduceerd. Voor de klassieke afbeelding, zal een initieel punt op het vlak ofwel een verzameling punten, die bekendstaat als de Hénon-vreemde attractor benaderen, of divergeren tot oneindig. De Hénon-attractor is een fractal, die in een richting glad is en in een andere richting een Cantorverzameling is. Numerieke schattingen geven een correlatiedimensie van 1,25 ± 0,02 en een Hausdorff-dimensie van 1,261 ± 0,003 voor de attractor van de klassieke afbeelding.

## Voetnoten
1. ↑  P. Grassberger and I. Procaccia (1983). Measuring the strangeness of strange attractors. Physica 9D (1-2): 189–208.
2. ↑  D.A. Russel, J.D. Hanson, en E. Ott (1980). Dimension of strange attractors. Physical Review Letters 45 (14): 1175.